# Bataillonskampfgruppe
Eine Bataillonskampfgruppe (auch: bataillonstaktische Gruppe, russisch Батальонная тактическая группа, oder BTG) ist ein taktischer Verband der russischen Streitkräfte. Dabei handelt es sich um eine Gruppierung in Bataillonsgröße, die aus bestehenden, größeren Verbänden heraus gebildet wird und für kurze Zeit eigenständig das Gefecht der verbundenen Waffen führen kann.

## Geschichte
Bereits im Zweiten Weltkrieg betraute die Rote Armee wiederholt kleinere, ad hoc entsprechend bestimmter Einsatzzwecke oder als Folge von Notlagen formierte Verbände mit speziellen Aufträgen. Ähnliche Lösungen waren und sind auch in anderen Armeen bekannt, beispielsweise die Task Force insbesondere der US-Streitkräfte oder die Kampfgruppe im deutschen Militär des Zweiten Weltkriegs.
In Russland erfuhr dieses Konzept eine Wiederbelebung nach der aus russischer Sicht ungenügenden Leistung der eigenen, wesentlich als Divisionen und Regimenter operierenden Truppen im Kaukasuskrieg 2008. Daraufhin wurden Reformen angestoßen, aus denen die Bataillonskampfgruppen hervorgingen. Ziel war es, mit kleineren Verbänden schnell, für kurze Dauer und mit geringer Geländeeindringtiefe in Konflikte eingreifen zu können – insbesondere als militärische Komponente innerhalb von Hybridkriegen. In diesen kurzen Fristen sollte entweder eine Entscheidung herbeigeführt oder Zeit zur Herbeiführung größerer Verbände gewonnen werden.
Die taktischen Bataillonskampfgruppen wurden im Tschetschenienkrieg und beim Russisch-Ukrainischen Krieg eingesetzt. Nachdem Russland den 2022 geplanten schnellen Erfolg gegen die Ukraine nicht erreichte, spielten die Bataillonskampfgruppen im weiteren Verlauf des Krieges kaum noch eine Rolle und wurden nicht mehr aufgestellt.

## Aufstellung und Zusammensetzung
Üblicherweise wird ein bestehendes, vollaktives Regiment oder eine bestehende Brigade in der russischen Armee dauerhaft damit beauftragt, die Herauslösung einer oder zwei Bataillonskampfgruppen aus ihrem Personal- und Materialbestand vorzubereiten. Dabei ist die genaue Truppenzuweisung abhängig davon, ob es sich beim Mutterverband um einen Panzer- oder einen motorisierten Schützenverband handelt sowie im Einsatzfall davon, welche Aufgabe auszufüllen ist.
Trotz dieser einsatzbezogenen Flexibilität bilden vier Kampfkompanien den Kern der Bataillonskampfgruppe. Dabei handelt es sich in der Regel bei einem mechanisierten Mutterverband um drei mechanisierte Schützenkompanien und eine Panzerkompanie. Bei einem Panzerverband als abgebendem Truppenteil ist das Verhältnis umgekehrt. Dazu kommt der Kommandeur mit seinem Stab. Diese Rolle füllt entweder der Kommandeur des Mutterverbands oder sein Stellvertreter aus. Die Kampfunterstützungstruppen erreichen eine im Vergleich zu anderen Verbänden große Stärke, mit Schwerpunkt auf Artillerie. Letztere umfasst eine Rohr- und eine Raketenbatterie, zu denen noch schwere Flammenwerfersysteme vom Typ TOS-1 hinzukommen. Die Artillerie folgt dabei sowjetischen Einsatzgrundsätzen als „Durchbruchsartillerie“ und dient zur unmittelbaren Feuerunterstützung im direkten Richten auf erkannte oder vermutete Feindziele, und nicht für den Feuerkampf in die Tiefe des Raums. Dazu kommen angesichts der kurzen geplanten Einsatzdauer von rund drei Tagen gering angesetzte Elemente der Einsatz- und übliche Führungsunterstützung, die auch elektronische Kampfführung und Drohnen zu Aufklärungs- und Kampfzwecken umfasst. Eine Bataillonskampfgruppe hat eine Sollstärke von 700–800 Soldaten und Offizieren, kann aber auf bis zu 900 Mann verstärkt werden. Sie entspricht damit nach klassischem Verständnis einem verstärkten Bataillon.
Die Bataillonskampfgruppen werden auch in Friedenszeiten für ausgewählte Einsätze genutzt. Ihr Personal besteht vorrangig aus Verpflichteten und Berufssoldaten, weniger aus Wehrpflichtigen.

## Kritik
Im russisch-ukrainischen Konflikt ab 2014 erwiesen sich die Bataillonskampfgruppen und unterstützende Aufklärungs- und elektronische Kampfmittel als ein wirksames Offensivinstrument. Nach dem Überfall vom Februar 2022 hatten die Bataillonskampfgruppen und ihre unterstützenden Mittel nicht den gleichen Erfolg, was auf eine Reihe von menschlichen, taktischen und technischen Faktoren zurückzuführen war.
Die Maximierung des Potenzials der Kampfgruppen erfordert laut Analyse von European Security & Defence (ESD), dass der Kommandeur, die Kompaniechefs und die Offiziere der unteren Ebenen Initiative zeigen und dynamisch auf die sich entwickelnde Situation auf dem Schlachtfeld reagieren. Stattdessen wurde sehr wenig Initiative gezeigt und die Führung sei in Top-down-Strukturen zurückgefallen. Man scheine sogar ganz nach sowjetischem Muster zum starren Festhalten an Operationsplänen zurückgekehrt zu sein, selbst wenn der Plan durch die Entwicklung der Lage hinfällig geworden sei.
Ein Problem für die Kampfgruppen, das schon während der Operationen 2014/2015 sehr deutlich geworden sei, war der Mangel an Infanterie, der jedoch durch den Einsatz separatistischer Kräfte in der Ostukraine ausgeglichen worden war, die einen zusätzlichen Infanterieschutz boten. Es wurde jedoch nichts unternommen, um den Mangel an Infanterie zu beheben.